# Cerdeira (Río)
Cerdeira (llamada oficialmente Santa María Madanela de Cerdeira) es una parroquia y un lugar del municipio español de Río, en la provincia de Orense, Galicia.

## Toponimia
La parroquia también es conocida por el nombre de Santa María Magdalena de Cerdeira.

## Organización territorial
La parroquia está formada por cinco entidades de población:
- As Guístolas
- Cerdeira
- O Aciveiro
- Ousecende[10]
- San Xulián

## Demografía

### Parroquia
| Gráfica de evolución demográfica de Cerdeira (parroquia) entre 2000 y 2023 |
|                                                                            |
| Datos según el nomenclátor publicado por el INE.                           |

### Lugar
| Gráfica de evolución demográfica de Cerdeira (lugar) entre 2000 y 2023 |
|                                                                        |
| Datos según el nomenclátor publicado por el INE.                       |